# Statystyka Bosego-Einsteina

Porównanie statystyk kwantowych

Statystyka Bosego-Einsteina  to gałąź statystyki kwantowej, która opisuje układy mikrocząstek o spinach całkowitych (0, 1, 2, ...), nazywane bozonami. Jest to statystyka stosowana do opisu gazu bozonowego, czyli cząstek o spinie całkowitym, które nie podlegają zakazowi Pauliego. W każdym stanie kwantowym układu podlegającego statystyce Bosego–Einsteina może znajdować się dowolna liczba cząstek opisanych tymi samymi zespołami liczb kwantowych. Zgodnie z rozkładem Bosego-Einsteina średnia liczba cząstek w danym stanie kwantowym wynosi:
{\displaystyle \langle n_{i}\rangle ={\frac {n}{Z}}{\frac {g_{i}}{\mathrm {e} ^{\beta (E_{i}-\mu )}-1}},}
gdzie:
{\displaystyle n_{i}} – średnia liczba cząstek w {\displaystyle i}-tym stanie,
{\displaystyle E_{i}} – energia {\displaystyle i}-tego stanu,
{\displaystyle g_{i}} – degeneracja {\displaystyle i}-tego stanu,
{\displaystyle n} – całkowita liczba cząstek,
{\displaystyle \mu } – potencjał chemiczny,
{\displaystyle \beta ={\frac {1}{k_{\mathrm {B} }T}},} gdzie {\displaystyle k_{\mathrm {B} }} jest stałą Boltzmanna,
{\displaystyle T} – temperatura bezwzględna,
{\displaystyle Z=\sum _{i}{\frac {g_{i}}{\mathrm {e} ^{\beta (E_{i}-\mu )}-1}}} suma statystyczna.
Potencjał chemiczny w tym rozkładzie jest zawsze ujemny lub równy zeru.
Gdy temperatura jest wysoka, można zaniedbać składnik –1 i rozkład przechodzi w rozkład fizyki klasycznej, klasyczny rozkład Boltzmanna
{\displaystyle \langle n_{i}\rangle ={\frac {n}{Z}}g_{i}\mathrm {e} ^{-\beta (E_{i}-\mu )}}
Charakterystycznym zjawiskiem dla cząstek podlegających statystyce Bosego-Einsteina jest agregacja wielu cząstek w tym samym stanie, co tłumaczy takie zjawiska, jak spójne promieniowanie laserowe czy bezstratne przepływanie helu w stanie nadciekłym. Teoria opisująca to zachowanie została opracowana w latach 1924–1925 przez Satyendrę Natha Bosego, który zauważył, że zbiór identycznych i nierozróżnialnych cząstek może być w ten sposób rozdzielony. Pomysł ten został później przyjęty i rozwinięty przez Alberta Einsteina we współpracy z Bosem.
Rozkładowi Bosego-Einsteina podlegają fotony (o spinie 1) – nosi on wtedy nazwę rozkładu Plancka, który tłumaczy promieniowanie ciała doskonale czarnego. Jego wprowadzenie przez Plancka zapoczątkowało mechanikę kwantową.
Zakaz Pauliego nie dotyczy bozonów, umożliwia to ich kondensację.